# The Rise of Chaos
The Rise of Chaos (англ. Восход хаоса) — пятнадцатый студийный альбом немецкой хэви-метал группы Accept, вышедший 4 августа 2017 года. Это первый альбом с гитаристом Уве Лулисом и барабанщиком Кристофером Уильямсом, заменившими Германа Франка и Штефана Шварцманна, соответственно. Как и три предыдущих студийных альбома Accept, The Rise of Chaos продюсировал Энди Снип, что делает этот альбом четвёртой их совместной работой с группой. Гитарист Вольф Хоффманн заявил, что название альбома отражает вызванный человеком хаос в мире в последнее время.

## История
Спустя четыре месяца после выхода Blind Rage (2014) было объявлено, что гитарист Герман Франк и барабанщик Штефан Шварцманн расстались с Accept. Позднее их заменили Уве Лулис и Кристофер Уильямс.
5 июня 2015 года, до выступления группы на фестивале South Park в Тампере (Финляндия), басист Петер Балтес сказал Kaaos TV, что Accept планирует начать работу над новым альбомом после завершения тура Blind Rage. Отвечая на вопрос о будущем группы в июле 2015 года, гитарист Вольф Хоффманн ответил: «Мы продолжим ещё несколько недель этот тур по гастролям, а затем мы немного отдохнем и вернемся осенью; мы немного сворачиваем тур Blind Rage на этом этапе, это последняя фаза всего этого цикла. Затем следующий альбом должен будет написан и записан, и как долго это займет и когда все это произойдет, кто знает? Но это произойдет; это все, что я знаю.» Хоффманн заявил, что новый альбом будет выпущен примерно в июле или августе 2017 года. Как и их предыдущие три альбома, альбом выпускается Энди Снипом, что делает альбом четвёртым сотрудничеством группы с ним. 16 апреля 2017 года Accept объявили, что альбом под названием The Rise of Chaos будет выпущен 4 августа. 2 июня группа выпустила заглавный трек в цифровом виде через Nuclear Blast, также как и новую обложку.

## Реакция
Альбом Rise of Chaos получил в целом положительные отзывы от критиков. Автор AllMusic Джеймс Кристофер Монгер дал альбому рейтинг в три с половиной звезды из пяти и написал: «На международном уровне особый бренд Accept искусного метала, жесткое сочетание мускулистых риффов в стиле AC/DC и плохого поведения в стиле Motörhead никогда по-настоящему не выходит из моды, и The Rise of Chaos играет на этих сильных сторонах через натиск из десяти треков, которые мало что показывают в плане инноваций, но при этом никогда не упускают из виду конечную цель, которая заключается в том, чтобы играть рок с крайней мощью».
Альбом был удостоен награды Metal Storm за лучший хэви-метал/мелодичный альбом 2017 года. Он также был номинирован на премию немецкого Metal Hammer за лучший альбом 2018 года, но проиграл альбому Powerwolf The Sacrament of Sin.

## Список композиций
| №                   | Название              | Длительность |
| ------------------- | --------------------- | ------------ |
| 1.                  | «Die by the Sword»    | 5:00         |
| 2.                  | «Hole in the Head»    | 4:01         |
| 3.                  | «The Rise of Chaos»   | 5:16         |
| 4.                  | «Koolaid»             | 4:58         |
| 5.                  | «No Regrets»          | 4:20         |
| 6.                  | «Analog Man»          | 4:10         |
| 7.                  | «What's Done Is Done» | 4:08         |
| 8.                  | «Worlds Colliding»    | 4:28         |
| 9.                  | «Carry the Weight»    | 4:33         |
| 10.                 | «Race to Extinction»  | 5:24         |
| Общая длительность: | Общая длительность:   | 46:18        |

## Участники записи
- Марк Торнильо — вокал
- Вольф Хоффманн — гитары
- Уве Лулис — гитары
- Петер Балтес — бас-гитара
- Кристофер Уильямс — ударные

## Чарты
| Чарт (2017)                           | Наивысшая позиция |
| ------------------------------------- | ----------------- |
| Австрия (Ö3 Austria)                  | 13                |
| Бельгия/Фландрия (Ultratop)           | 36                |
| Бельгия/Валлония (Ultratop)           | 25                |
| Чехия (ČNS IFPI)                      | 5                 |
| Финляндия (Suomen virallinen lista)   | 5                 |
| Франция (SNEP)                        | 96                |
| Германия (Offizielle Top 100)         | 3                 |
| Венгрия (MAHASZ)                      | 20                |
| Польша (ZPAV)                         | 26                |
| Шотландия (Scottish Albums Chart)     | 36                |
| Испания (PROMUSICAE)                  | 31                |
| Швеция (Sverigetopplistan)            | 10                |
| Швейцария (Schweizer Hitparade)       | 4                 |
| США (Billboard 200)                   | 140               |
| США (Billboard Independent Albums)    | 4                 |
| США (Billboard Top Hard Rock Albums)  | 9                 |
| США (Billboard Top Rock Albums)       | 29                |
| США (Billboard Top Tastemaker Albums) | 2                 |